# Toti (futbolista)
Tote Gomes (Bisáu, 16 de enero de 1999), conocido como Toti, es un futbolista bisauguineano, nacionalizado portugués, que juega en la demarcación de defensa para el Wolverhampton Wanderers F. C. de la Premier League.

## Biografía
Tras formarse como futbolista en las categorías inferiores del G. D. Estoril Praia, finalmente en 2019 subió al primer equipo, con el que disputó tres encuentros de liga. El 2 de septiembre de 2020 pasó a la disciplina del Wolverhampton Wanderers F. C., quien le cedió de inmediato al Grasshopper Club Zúrich. Jugó cedido durante una temporada y media, llegando a conseguir la Challenge League en 2021. Tras 53 partidos en total y tres goles, volvió al Wolverhampton Wanderers F. C. Finalmente el 15 de enero de 2022 debutó con el primer equipo en la Premier League contra el Southampton F. C. El encuentro finalizó con un resultado de 3-1 tras los goles de Raúl Jiménez, Conor Coady y Adama Traoré para el Wolverhampton, y de James Ward-Prowse para el Southampton.

## Selección nacional
El 16 de noviembre de 2023 hizo su debut con la selección de Portugal en un partido de clasificación para la Eurocopa 2024 ante Liechtenstein que ganaron por cero a dos.

## Clubes
Actualizado al último partido disputado el 25 de mayo de 2025.
| Club                          | País       | Año       | Partidos | Goles |
| ----------------------------- | ---------- | --------- | -------- | ----- |
| G. D. Estoril Praia           | Portugal   | 2018-2020 | 3        | 0     |
| Grasshoppers (cedido)         | Suiza      | 2020-2022 | 53       | 3     |
| Wolverhampton Wanderers F. C. | Inglaterra | 2022-     | 101      | 3     |

## Palmarés

### Campeonatos nacionales
| Título           | Club                    | País  | Año  |
| ---------------- | ----------------------- | ----- | ---- |
| Challenge League | Grasshopper Club Zúrich | Suiza | 2021 |